# Arsenio Fernández-Nespral
Arsenio Fernández-Nespral Pérez (Bédavo, El Entrego, 1909 - El Entrego el 10 de octubre de 2004) fue un cantante de tonada asturiano conocido bajo el sobrenombre de «El Polenchu».

## Biografía
Miembro de una familia de la hidalguía asturiana, nace en la aldea de Bédavo en El entrego. Se inicia en el mundo del canto del que empieza a destacar temprano, al ganar en 1928 el concurso de tonada de Langreo.
A lo largo de su vida ha ganado varios premios entre los que cabe destacar:
- Concurso de tonada de Langreo en 1928 y 1949.
- Concurso de Zamora en 1931.
- Concurso de Sotrondio en 1931.
- Concurso del diario Región.

En 1993 en reconocimiento a su carrera se le entregó el «Urogallo de Bronce», premio que otorga en Centro Asturiano de Madrid en una ceremonia celebrada en el Palacio de Revillagigedo de Gijón.